# التغير المناخي في سريلانكا

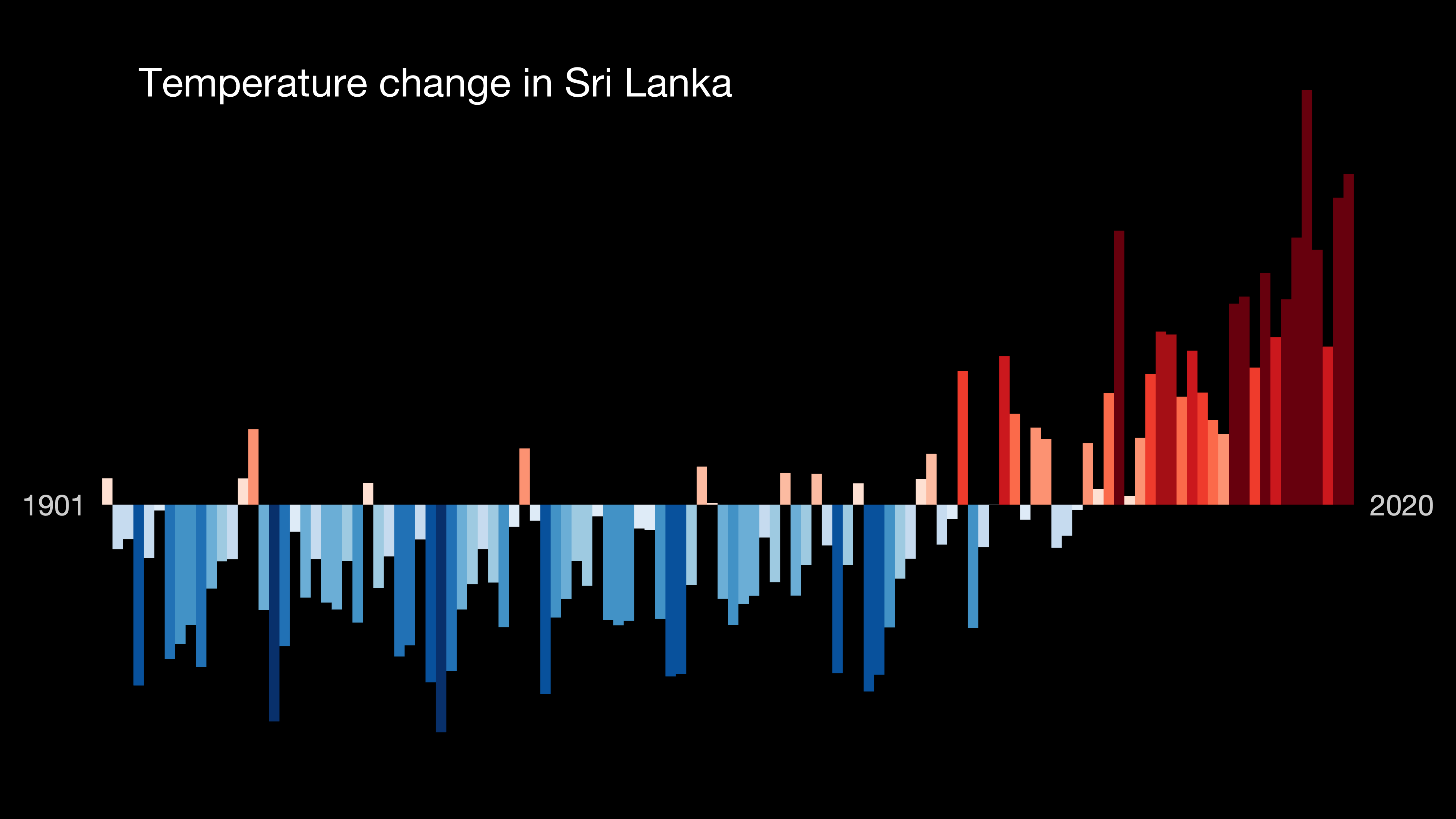
الرسم البياني الشريطي لدرجات الحرارة آسيا- سريلانكا \1901- 2020 \ (2021-07-13)

يُعد تغير المناخ في سريلانكا قضية مهمة تهدد تأثيراتها النظم البشرية والطبيعية في سريلانكا. يعيش ما يقارب 50% من مواطنيها الذين يبلغ عددهم 22 مليون نسمة في المناطق الساحلية في الغرب والجنوب والجنوب الغربي من الجزيرة، وهي تُعد عرضة لخطر ارتفاع مستوى سطح البحر. يهدد تغير المناخ التنوع البيولوجي للجزيرة، بما في ذلك بيئات النظام الإيكولوجي البحري والشعاب المرجانية الساحلية. يمكن لارتفاع مستوى سطح البحر الناجم عن تغير المناخ أن يؤثر على الوفرة العامة للأنواع المستوطنة. تعتبر المناطق الساحلية في سريلانكا، مثل المقاطعة الشمالية والمقاطعة الشمالية الغربية، مناطق ساخنة رئيسية ومعرضة بشدة لتغير المناخ. تُعد هذه المقاطعات البحرية الأكثر كثافة سكانيًا. بالإضافة إلى كونه تهديدًا للتنوع البيولوجي لسريلانكا، قد يسبب تغير المناخ عواقب وخيمة على مختلف المستويات في هذه المجالات. تشمل هذه العواقب: التأثير على الإنتاجية الزراعية، والتسبب في الكوارث الطبيعية مثل الفيضانات والجفاف وزيادة انتشار الأمراض المعدية وتقويض مستويات المعيشة أخيرًا.
يستفاد حاليًا من مشاريع التكيف في مرونة البناء، وتقدم سريلانكا استراتيجيات للمساعدة في تقليل آثار تغير المناخ في هذه المجتمعات الضعيفة. اقتُرح أن سريلانكا مثلًا يجب أن تزيد الوظائف غير الزراعية بنسبة 30% وتعزز مستوى التعليم وتقلص الوقت المستغرق للوصول إلى السوق. ينبغي تنفيذ هذه التغيرات معًا.

## الآثار على البيئة الطبيعية
سريلانكا هي جزيرة ودولة استوائية تبلغ مساحتها 65,610 كيلومتر مربع بطول ساحل يصل إلى 1340 كم، وبالتالي فهي منطقة تتميز بالتنوع البيئي. تحتوي سريلانكا على 480 نوعًا من الطيور و121 نوعًا برمائيًا (88 متوطن).

### درجة الحرارة والتغيرات الجوية
جرى تتبع الزيادة العامة في الاتجاهات الحرارية 0.16 درجة سيليسيوس على مر السنوات بين عامي 1961- 1990 مع تسجيل أعلى زيادة في الحد الأدنى في نوارا إليا بنسبة 2.0 درجة سيليسيوس لكل العقد. هناك فرق كبير في ارتفاع درجات الحرارة إذ أن اتجاه الاحترار لمدة 100 عام منذ عام 1896 وحتى عام 1996 هو 0.003 درجة سيليسيوس في السنة، وفي غضون ذلك فإن اتجاه درجة الحرارة لمدة عشر سنوات منذ عام 1987 وحتى عام 1996 هو بالفعل 0.025 درجة مئوية في السنة. يشير هذا إلى أن اتجاه الاحترار يتسارع. وفقًا للعلماء، يرجع ذلك إلى زيادة غازات الدفيئة (العالمي)، فضلًا عن التحضر السريع مما تسبب في تأثير الحرارة (محلي). من المتوقع أن تزداد درجة الحرارة السنوية المتوسطة في البلاد في المستقبل القريب (2030) وربما تزيد بنسبة أكبر في السنوات القريبة اللاحقة (2050).

#### حوادث الطقس القاسية
تمتلك جزيرة سريلانكا اختلافات كبيرة في المناخ عبر الاختلافات في التضاريس ويبلغ متوسط هطول الأمطار السنوي في المنطقة الشمالية الغربية أقل من متر واحد، في حين أن التلال الجنوبية الغربية المركزية أعلى من 5 أمتار. بسبب الاختلافات الموسمية والتضاريس، تنقسم سريلانكا إلى ثلاث مناطق: المنطقة الرطبة والمعتدلة والجافة. على الرغم من أن الأمطار تساعد في دعم التنوع البيولوجي للغابات الكثيفة التي تغطي نحو 30% من البلاد، تساهم عملية إزالة الغابات في المناطق الرطبة في التعرية والانهيارات الأرضية الخطيرة. إن النمط الدوري للفيضانات والجفاف يدفع الناس إلى الإجهاد ويجعل من الصعب عليهم أن يتكيفوا مع حياتهم. تؤدي الأمطار الغزيرة من ناحية أخرى في المناطق الغربية والجنوبية إلى انهيارات أرضية كبيرة مما أسفر عن مقتل أكثر من 500 شخص وأثر على 1.3 مليون بين عامي 2016- 2017. يمكن أن تكون المياه والأمراض المنقولة بالنواقل من الآثار المباشرة للفيضانات الشديدة، التي يمكن أن تزيد من صعوبة الحفاظ على الصرف الصحي. تأثر أكثر من 6 ملايين شخص بالجفاف خلال الثلاثين السنة الماضية. من المفارقات أن عدد الأيام الممطرة المتتالية في سريلانكا ينخفض في حين أن عدد الأيام الجافة يأخذ بالازدياد. تُعد كل من مقاطعة موندرغالا ونوارا إليا وأنورادابورا وبولوناروا المناطق الأكثر عرضة للجفاف. تقديرات المستقبل القريب لسريلانكا بالنسبة لظروف الجفاف غير مؤكدة للغاية (2030). فيما يتعلق بالسنوات المحيطة بعام 2050، تشير التقديرات إلى زيادة تواتر وشدة حالات الجفاف، مما يؤدي إلى انخفاض في نمو المحاصيل بسبب ارتفاع الحرارة والتبخر.

#### الرياح والعواصف الأخرى
بالنسبة للأعاصير، فقد سُجلت شدة معتدلة خلال التجربة الماضية، تأثرت بها المنطقة الشمالية من المقاطعة خلال شهري نوفمبر وديسمبر. بالنسبة للمستقبل القريب، لا تمتلك التقديرات المستقبلة للمستقبل القريب معلومات متاحة بسهولة حول حدوث الأعاصير بعد عام 2030 إلى جانب أنها ليست مؤكدة إن وجدت. مع ذلك، تشير التقديرات إلى تسارع خطر وقوع كوارث ساحلية في المستقبل المحيط بعام 2050. هناك مثلًا، زيادة متوقعة تتراوح بين 10- 20% في كثافة الأعاصير المدارية ناتجة عن ارتفاع درجة حرارة سطح البحر وتضخم مرتفعات تصاعد العواصف والضغوط المنخفضة مع العواصف الاستوائية.

### موارد المياه
يغير تغير المناخ كل من مصادر المياه السطحية والجوفية التي تعتمد عليها سريلانكا بهدف الاستخدام المنزلي والزراعة وتوليد الطاقة والصناعة. يعد توفير مياه الشرب الاهتمام الرئيسي. مع ذلك، فإن زيادة الجفاف جنبًا إلى جنب مع تسرب المياه المالحة إلى طبقات المياه الجوفية الساحلية، قد يستنفذ بشكل كبير توافر المياه العذبة. يحدث مستوى عال من استخراج المياه الجوفية والتلوث في الموارد الحالية بسبب زيادة النشاط الاقتصادي.